# Fundamenta Real Estate
Fundamenta Real Estate AG ist eine Schweizerische Unternehmung mit Sitz in Zug, mit Fokus auf Wohnimmobilien in der Deutschschweiz.

## Geschichte
Die Unternehmung wurde 2006 gegründet. Ab 2008 wurde das Unternehmen an der OTC-Plattform der Berner Kantonalbank gehandelt. 2011 folgte die Kotierung an der BX Swiss. Im Dezember 2018 folgte der Wechsel an die SIX Swiss Exchange.

## Unternehmen
Das Unternehmen investiert in Wohnimmobilien im Mittelpreissegment in der Deutschschweiz. 89 % der Mietwohnungen befinden sich unter einem Mietpreisniveau von 2000 Franken.
Das Unternehmen wird von institutionellen Anlegern, insbesondere Pensionskassen dominiert.